# La vida privada de las plantas
La vida privada de las plantas es una serie de documentales de naturaleza de la BBC, escritos, dirigidos y presentados por David Attenborough emitido por primera vez en el Reino Unido el 11 de enero de 1995. 
Un estudio del crecimiento, movimiento, reproducción y supervivencia de las plantas. Los avances técnicos permiten observar la naturaleza como nunca antes, revelando su lucha, belleza y otras actividades difíciles de percibir para los humanos. 
Cada uno de los seis episodios de 50 minutos debate aspectos del ciclo de vida de una planta, utilizando ejemplos de especies de todo el mundo.
La serie fue producida en colaboración con Turner Broadcasting. El productor ejecutivo fue Mike Salisbury y la música fue compuesta por Richard Grassby-Lewis. En 1995, la serie ganó un George Foster Peabody Award en la categoría "Televisión".

## Ambientación
La vida de las plantas es compleja e invisible para los humanos, pero gracias a los avances técnicos de time-lapse, los eventos que ocurren durante años se condensan en segundos. La serie analiza también a los hongos, aunque como se señala en la serie, estos no pertenecen al reino de las plantas.
La serie estudia la adaptación de las plantas al entorno al que deben adaptarse, y comprende no solo el suelo, el agua o el clima, sino también la lucha contra otras especies de plantas, hongos, insectos y otros animales, e incluso humanos. Las estrategias cooperativas a menudo son mucho más efectivas que las depredadoras, ya que a menudo conducen a la presa a desarrollar métodos de autodefensa, desde plantas que crecen espigas hasta insectos que aprenden a reconocer la mímica.
La fotografía al aire libre de time-lapse presenta varias dificultades para la filmación; la luz y la temperatura variables. Para filmar campanillas bajo un dosel de hayas, por ejemplo, el camarógrafo Richard Kirby las cubrió con una gruesa carpa de lona que estaba iluminada desde dentro para simular la luz del día. Más tarde, usó una cámara controlada por movimiento para obtener un disparo de seguimiento, moviéndolo ligeramente después de cada exposición.

## Episodios
- 1. Viaje (Travelling)

- 2. Crecimiento (Growing)

- 3. Floración (Flowering)

- 4. La lucha social (The social struggle)

- 5. Viviendo en común (Living together)

- 6. Supervivencia (Surviving)